# نهر طوية
نهر طوية هو نهر في شمال فنزويلا، في وادي طوية بولاية مِرَندة . النهر الرئيسي لمِرَندة ، يتدفق شمالًا من ولاية أرَغوَة عبر مِرَندة إلى البحر الكاريبي.